# 遇溺
溺水，通常是人淹没于水或其他液体介质中并受到伤害的状况。液体進入肺部而導致缺氧，繼而窒息，此類名為濕性溺水，另外有乾性溺水、二次溺水。常見於游泳、船隻沉沒、海嘯、潛水、意外及自溺。在很多國家都是12歲以下兒童的主要死因，例如在美國便是僅次於車禍。小童多是從泳池或浴缸中溺死。
遇溺者多是男性及青少年。
世界衛生組織在2014年的一份報告中指出全世界每年有超過30萬人遇溺死亡，而2019年，世界衛生組織估计有23.6万人死于溺水，使溺水成为全球一个主要公共安全问题。同年，溺水造成的死亡占全球总死亡率的近8%。溺水是非故意伤害死亡的第三大原因，占所有与伤害有关的死亡的7%。

## 乾性溺水
游泳者嗆水後24小時至48小時，由於受到強烈的驚嚇刺激，引起反射性的喉頭痙攣，呼吸道梗阻，可能造成窒息死亡。這個時候，肺裡面還沒有進水或者進的水很少，這就是所謂的「乾性溺水」。

## 繼發性溺水
或稱為「二次溺水、次發性溺水、遲發性溺水」，是在溺水的人離開水後才發生的現象，原因為在溺水時有少量水進入肺部，但救起後溺水者並無任何不舒服感，而這些水卻在隨後的數小時甚至 72 小時後導致肺部發炎或腫脹，使體內氧氣與二氧化碳的交換發生困難，產生窒息現象。

## 防止溺水方法
中華民國教育部體育署為了防止國民溺水而整理了防溺十招、救溺五步。
防溺十招：
1. 戲水地點需合法，要有救生設備與人員
2. 避免做出危險行為，不要跳水
3. 湖泊溪流落差變化大，戲水游泳格外小心
4. 不要落單，隨時注意同伴狀況位置
5. 下水前先暖身，不可穿著牛仔褲下水
6. 不可在水中嬉鬧惡作劇
7. 身體疲累狀況不佳，不要戲水游泳
8. 不要長時間浸泡在水中，小心失溫
9. 注意氣象報告，現場氣候不佳不要戲水
10. 加強游泳漂浮技巧，不幸落水保持冷靜放鬆

救溺五步：
1. 叫：大聲呼救
2. 叫：呼叫119、118、110、112
3. 伸：利用延伸物（竹竿、樹枝等）
4. 拋：拋送漂浮物（球、繩、瓶等）
5. 划：利用大型浮具划過去（船、救生圈、浮木、救生浮標等）